# Acervo arqueológico

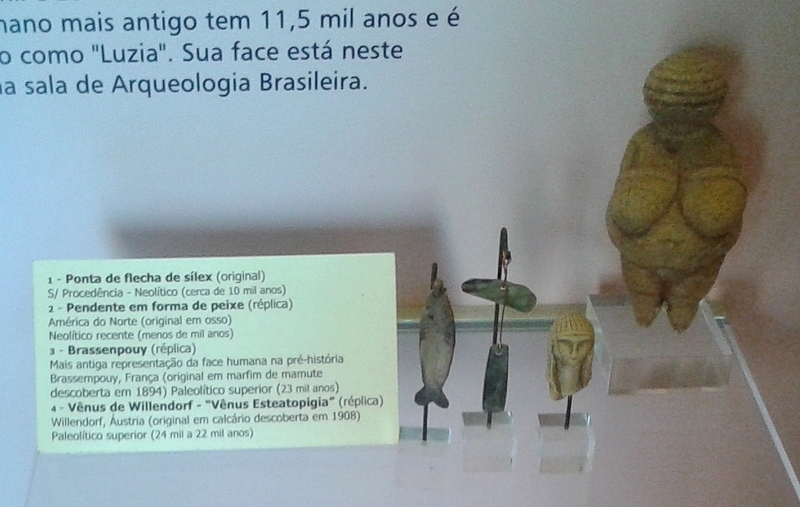
Exposição do acervo arqueológico do Museu Nacional

Um acervo arqueológico é um conjunto de bens relevantes para a arqueologia, sendo composto pelo patrimônio histórico e etnográfico de um determinado povo. Seu acervo abrange desde objetos achados, como também de documentos e registros das atividades durante a descoberta do item, como mapas, fotografias e cadernos de campo.
Os materiais que integram um acervo arqueológico podem incluir desde utensílios e ferramentas dos povos antigos, como cerâmicas e metais, como também materiais orgânicos como ossos humanos ou de animais e de resquícios vegetais. Por causa da procedência destes materiais, é necessário uma série de métodos de conservação visando manter estes bens em condições ideais para pesquisas e exposições.

## Legislação brasileira
A Lei Federal nº 3.924, de 26 de julho de 1961, chamada de Lei de Arqueologia instituiu que todo bem arqueológico pertence à União, tornando ilegal a posse ou comercialização de bens arqueológicos por particulares, com isso, os acervos arqueológicos localizados no Brasil não podem ficar a cargo de pessoas físicas ou conter um caráter privado.
A Portaria nº 196, de 18 de maio de 2016, do Instituto do Patrimônio Histórico e Artístico Nacional, dispõe sobre a conservação de bens arqueológicos móveis. Cria também o Cadastro Nacional de Instituições de Guarda e Pesquisa, o Termo de Recebimento de Coleções Arqueológicas e a Ficha de Cadastro de Bem Arqueológico Móvel. As recomendações para a conservação dos bens arqueológicos móveis orientam os coordenadores das pesquisas arqueológicas, os pesquisadores e os demais agentes envolvidos nas pesquisas e nas Instituições de Guarda e Pesquisa. Concentram-se nos cuidados gerais com o acervo, no acondicionamento e no mobiliário (de guarda ou expositivo) assim como na infraestrutura das Reservas Técnicas.

## Conservação de acervos
Os acervos arqueológicos apresentam características de longa duração e levam a considerar que é fundamental que a sua perenidade seja garantida de forma a produzir ações que levem as ressignificações, conhecimentos novos, tratamentos adequados de salvaguarda e projeções múltiplas de comunicação.
Dentro da Museologia tem havido uma ênfase maior na gestão de acervos, que está relacionada a todos os cuidados com os objetos desde o momento de sua entrada na instituição até o momento de seu descarte, caso seja necessário. O gerenciamento museológico compreende todas as atividades museográficas, a saber, a documentação museológica, a expografia, a conservação, o armazenamento e organização do espaço arquitetônico para fins museológicos. 
Nesse sentido, é fundamental valorizar a importância das abordagens museológico-curatoriais (conservação, documentação, exposição e ação educativa), planejadas e executadas a partir de estratégias que envolvam e consolidem cadeias operatórias de ações técnicas e científicas, em que vários profissionais precisam atuar de forma organizada e em sinergia . 
Conservação é um termo estabelecido pela UNESCO que se refere às medidas que objetivam a salvaguarda do bem, assegurando sua acessibilidade e respeitando seu significado e propriedades físicas: 
- Conservação curativa compreende a intervenção direta no bem para fins de sanar processos de deterioração e/ou reforçar sua estrutura. Por vezes modificam o aspecto do bem (ex.: estabilização de metais, dessalinização de cerâmicas, consolidação de ossos, etc.).
- Conservação preventiva compreende medidas que previnem ou minimizam processos de deterioração, sem intervir diretamente no bem ou modificar seu aspecto (ex.: controle ambiental e biológico, acondicionamento/armazenamento adequado, manipulação adequada, confecção de protocolos, ações educativas, etc.).
- Restauração compreende medidas diretas no bem que perdeu parte do seu significado. Modificam seu aspecto, facilitando sua apreciação e compreensão (ex.: reintegração volumétrica, reintegração pictórica, etc.).

## Papel social dos acervos
Os profissionais que lidam com acervos arqueológicos vêm nos últimos anos, junto aos estudantes das áreas afins, impulsionado movimentos coletivos. Em 2017, o Grupo de Trabalho Acervos Arqueológicos da Sociedade de Arqueologia Brasileira e a Rede de Museus e Acervos Arqueológicos e Etnológicos (REMAAE) organizaram o primeiro Fórum de Acervos Arqueológicos, em Ouro Preto, para debater essas questões de forma sistemática e elaborar documentos de orientação inerentes ao tratamento dos acervos arqueológicos . Os encontros seguintes aconteceram no Rio de Janeiro em 2018, em Belo Horizonte em 2019 e em Belém (Pará) em 2022.
Nesses, estruturam-se os sete segmentos de análises na área:
1. O colecionismo como matriz simbólica e operacional;
2. A longevidade dos acervos;
3. O uso dos acervos;
4. A pesquisa e a geração de conhecimento;
5. A educação e o exercício da cidadania;
6. As ações interdisciplinares, multiprofissionais e processuais;
7. A vida dupla dos acervos.
Através das Políticas de Coleções de cada instituição se encontram os planos para o desenvolvimento das ações educativas; práticas e modalidades de valoração, função social, engajamento com as comunidades do entorno e dos territórios de origem dos acervos, e do público visitante; articulação e formação de público nessas instituições.
As apropriações simbólicas dos acervos pelas equipes das instituições somam-se, assim, com os seus visitantes; com “povos tradicionais” e a grupos sociais que se vinculam às coleções; possibilitando construções de lugares de fala na condução dessas significações e ressignificações pelos profissionais dessas instituições, engajamento ético dos profissionais, experiências de curadoria compartilhada com povos, grupos sociais e culturais e segmentações sociais diversas e indivíduos que participam da arqueologia em outras posições.

## Instituições de guarda de acervo no Brasil
As Instituições de Guarda e Pesquisa (IGPs) de acervos arqueológicos são licenciadas pelo Instituto do Patrimônio Histórico e Artístico Nacional, tendo como premissa a produção dos processos curatoriais, ações de interpretação e posterior contextualização do acervo na exposição e demais atividades relacionadas. As maiores estão vinculadas aos centros acadêmicos espalhados por todo o país.
De acordo com o IPHAN, havia 31 instituições de guarda funcionando em 2014. Atualmente, com a nova legislação, há um total de 236 instituições .

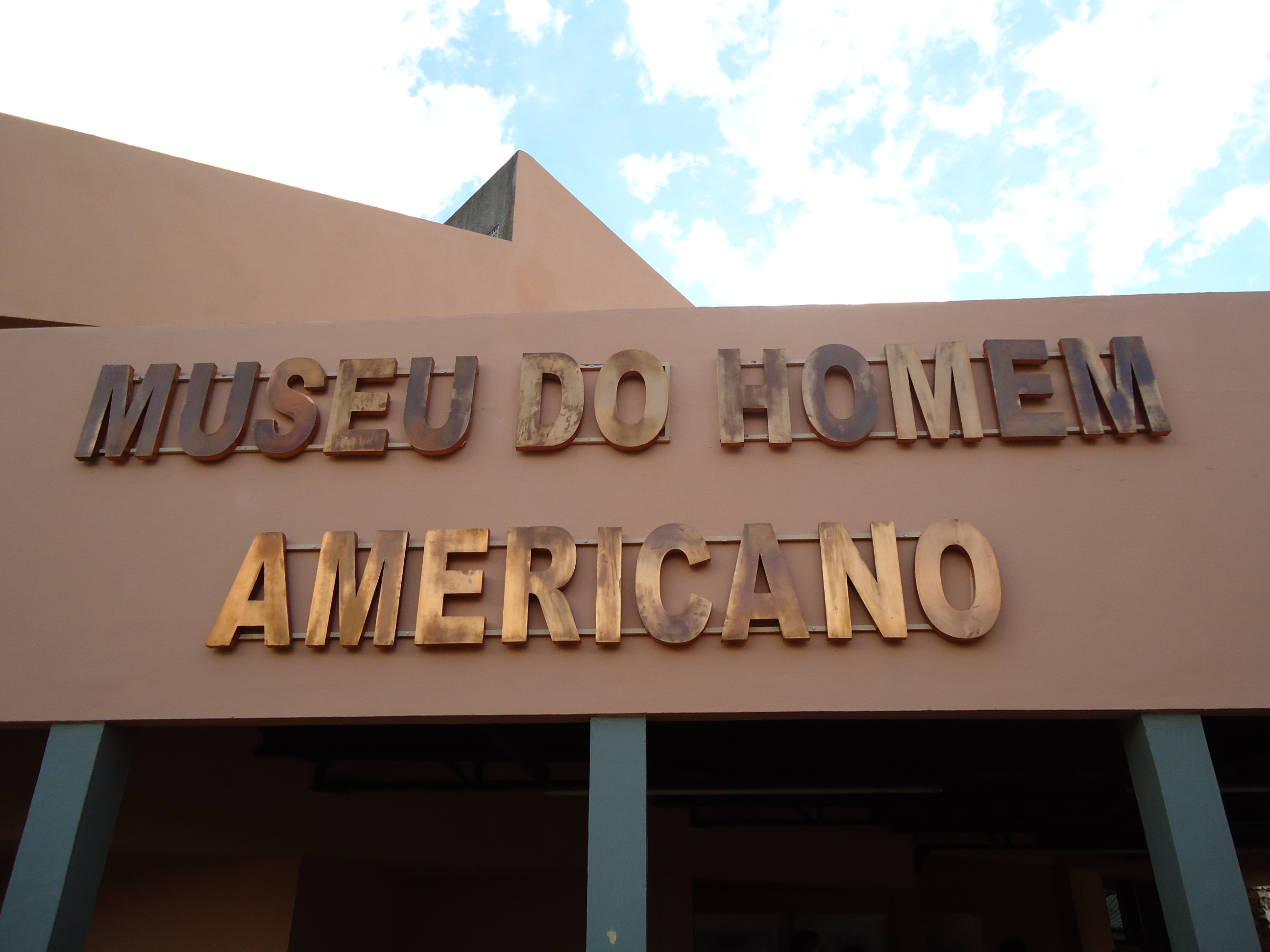
O Museu do Homem Americano, em São Raimundo Nonato tem um acervo de milhares de artefatos do sul do Piauí.

| Situação                                                                  | Número |
| ------------------------------------------------------------------------- | ------ |
| Aptas                                                                     | 52     |
| Aptas a receber pequenos volumes de acervos                               | 26     |
| Apta mediante viabilização de espaço provisório a ser aprovado pelo Iphan | 2      |
| Aptas em processo de fiscalização                                         | 156    |

## Acervos arqueológicos no Brasil
Oito coleções arqueológicas são atualmente tombadas pelo Instituto do Patrimônio Histórico e Artístico Nacional :
- Coleção arqueológica do Museu da Escola Normal Justiniano de Serra, em Fortaleza (CE);
- Coleção Arqueológica e Etnográfica do Museu Paraense Emílio Goeldi, em Belém (PA);
- Coleção Etnográfica, Arqueológica, Histórica e Artística do Museu Coronel David Carneiro, em Curitiba (PR);
- Coleção Etnográfica, Arqueológica, Histórica e Artística do Museu Paranaense, em Curitiba (PR);
- Coleção Arqueológica Balbino de Freitas, no Rio de Janeiro (RJ);
- Coleção Arqueológica João Alfredo Rohr, em Florianópolis (SC);
- Coleção Arqueológica, Etnográfica, Histórica e Artística do Museu Júlio de Castilhos, em Porto Alegre (RS);
- Coleções Arqueológicas, Etnográficas, Artísticas e Históricas do Museu Paulista da Universidade de São Paulo, em São Paulo (SP);
- Coleção Arqueológica do Museu de Porto Alegre Joaquim Felizardo, Porto Alegre (RS).

Há também outras instituições possuindo acervos que, no entanto, não são tombados:
- Museu Nacional, vinculado à Universidade Federal do Rio de Janeiro, no Rio de Janeiro (RJ);
- Museu de Arqueologia de Itaipu, em Niterói (RJ);
- Museu de Arqueologia do Xingó, vinculado à Universidade Federal de Sergipe, em Canindé de São Francisco (SE);
- Centro de Pesquisa de História Natural e Arqueologia do Maranhão (CPHNAMA), em São Luís (MA);
- Museu Arqueológico do Rio Grande do Sul (MARSUL), Taquara (RS);
- Museu do Homem do Sambaqui, vinculado ao Colégio Catarinense, em Florianópolis (SC);
- Museu do Homem Americano (FUMDHAM), São Raimundo Nonato (PI);
- Museu de Arqueologia e Paleontologia (MAP), vinculado à Universidade Federal do Piauí, em Teresina (PI);
- Museu Arqueológico da Lapinha, em Lagoa Santa (MG);
- Museu de Arqueologia e Etnologia da Universidade Federal da Bahia (MAE/UFBA), em Salvador (BA);
- Museu de Arqueologia da Universidade Federal do Mato Grosso do Sul (MuArq), em Campo Grande (MS);
- Museu de Arqueologia Sambaqui da Tarioba, em Rio das Ostras (RJ);
- Museu Paraense Emílio Goeldi, em Belém (PA).